# 洛伊本-施莱尼茨
洛伊本-斯希莱尼茨是德国萨克森州的一个市镇。总面积26.71平方公里，总人口1390人，其中男性693人，女性697人（2011年12月31日），人口密度52人/平方公里。